# 老人週間
老人週間（ろうじんしゅうかん）は、内閣府が制定した2001年（平成13年）に改正された老人福祉法による、65歳以上の高齢者を安全に生活することを促進する週間である。